# Zoom (альбом Electric Light Orchestra)
Zoom — двенадцатый студийный альбом группы Electric Light Orchestra, выпущенный 12 июня 2001 года лейблом Epic Records. Этот альбом был первой работой группы после выпуска в 1986 году альбома Balance of Power.

## Об альбоме
Закончив долголетний судебный процесс по защите прав на использование имени группы, Джефф Линн решил записать новый альбом. Большинство инструментальных партий он сыграл сам, однако в записи альбома приняли участие приглашённые музыканты, включая бывших участников The Beatles Джорджа Харрисона и Ринго Старра; это была одна из последних записей Харрисона до его смерти. Из классического состава ELO присутствует только старый друг и одноклассник Джеффа Линна клавишник Ричард Тэнди (появляется в композиции «Alright» и в нескольких концертах Zoom Tour Live).
После выхода альбома планировалось масштабное турне, но оно было отменено из-за плохой предварительной продажи билетов. Руководство ограничилось парой концертов и выпуском DVD 'Zoom Tour Live'.

## Список композиций
Все песни написаны Джеффом Линном
1. «Alright» — 3:13
2. «Moment in Paradise» — 3:36
3. «State of Mind» — 3:04
4. «Just for Love» — 3:40
5. «Stranger On a Quiet Street» — 3:41
6. «In My Own Time» — 3:03
7. «Easy Money» — 2:50
8. «It Really Doesn't Matter» — 3:20
9. «Ordinary Dream» — 3:23
10. «A Long Time Gone» — 3:15
11. «Melting in the Sun» — 3:10
12. «All She Wanted» — 3:14
13. «Lonesome Lullaby» — 4:06

## Участники записи
- Джефф Линн — вокал, бэк-вокал, электрогитара, бас-гитара, клавишные, виолончель, ударные.
- Ричард Тэнди — клавишные («Alright»)
- Джордж Харрисон — слайд-гитара («A Long Time Gone» и «All She Wanted»)
- Ринго Старр — ударные («Moment In Paradise» и «Easy Money»)
- Марк Манн — ритм-гитара («Moment In Paradise»), струнные аранжировки («In My Own Time» и «Melting in the Sun»)
- Сьюзи Катаяма — виолончель («Just For Love», «Stranger On A Quiet Street» и «All She Wanted»)
- Роджер Лебоу — виолончель («Lonesome Lullaby»)
- Дэйв Боруфф — саксофон («A Long Time Gone»)
- Лора Линн — бэк-вокал («All She Wanted»)
- Рози Вэла — бэк-вокал («Alright», «All She Wanted»), речитатив и чечётка («In My Own Time»)
- Крис Уилкинсон — струнные аранжировки («Ordinary Dream»)

## Чарты
| Страна         | Пиковая позиция |
| -------------- | --------------- |
| Норвегия       | 18              |
| Швейцария      | 26              |
| Швеция         | 35              |
| Бельгия        | 37              |
| Нидерланды     | 46              |
| Великобритания | 34              |
| Австрия        | 57              |
| США            | 94              |